# دمیترو هیکو
دمیترو هیکو (اوکراینی: Дмитро Вадимович Гейко؛ زادهٔ ۱۰ ژانویهٔ ۲۰۰۰) بازیکن فوتبال اهل اوکراین است.